# 北流郡
北流郡，中国南北朝时设置的郡。
南朝齐永明六年（488年）分郁林郡置北流郡，属越州。下辖属县不详，治所即今广西壮族自治区北流市。辖今广西壮族自治区北流市、容县等地。南朝梁改为北流县。北流县属于合浦郡。